# Reserva natural nacional de Gahai-Zecha
La Reserva natural nacional de Gahai-Zecha se crea en el año 2000 en la Prefectura autónoma tibetana de Gannan, en la provincia de Gansu, en el noroeste de China, con una extensión de 2476,78 km2. Incluye el sitio Ramsar de los humedales de Gansu-Gahai, de 2474 km2, que se creó en 2011, el Parque geológico del bosque de piedra de Zecha, de 250 km2 el Parque forestal provincial de Zecha, de 250 km2 también y el Área paisajística de Langmusi, de 32 km2, que se superponen.

## Características
La zona protegida se halla en un contexto de superposición de áreas protegidas que abarca 30 reservas naturales en la provincia de Gansu que cubren un área de unos 15.000 km2 y que se superponen en unos 2378 km2, en la zona de transición del extremo nordeste de la meseta del Qinghai-Tíbet y la parte occidental de la meseta de Loes, entre los 100°46'～104° 44' E de longitud y los 33°06'～36°10' N de latitud. La altitud de la zona oscila entre los  1073 y los 4920 metros y comprende 98 pueblos y aldeas en 7 condados y 1 ciudad, Longnan.
La temperatura media en la región es de 1,2oC, y las precipitaciones alcanzan los 782 mm de media, con 80 por ciento entre junio y septiembre, época de lluvias.

## Sitio Ramsar de Gansu-Gahai
La Reserva natural de los humedales de Gansu Gahai se crea en 2011 con el número 1975 y una extensión de 2474 km2, con centro en las coordenadas 34°16′N 102°26′E. Se encuentra en el área del condado de Luqu. Forma parte de la mayor zona de turberas pantanosas alpinas del mundo y alberga una flora y una fauna de la meseta tibetana y la meseta de loes que son raramente vistas en otro lugar del mundo. Los pantanos alpinos, los pastizales en pantanos permanentes o estacionales, las turberas en suelos inorgánicos, los lagos y ríos permanentes y las corrientes son diferentes tipos de humedales. Hay 15 species amenazadas en este entorno, incluyendo aves, anfibios y mamíferos. Entre ellos figuran la grulla cuellinegra y la salamandra Batrachuperus tibetanus. En la zona hay numerosas especies endémicas de la región biogeográfica tibetana, especialmente peces y anfibios. Los humedales sirven como almacenamiento de agua, carbón de turbera y para contener las inundaciones. Los pastores locales tibetanos y las comunidades forman parte de la conservación, por medio de sus tradiciones y creen que el lago Gahai es sagrado.

## Lago de Gahai
El lago de Gahai, a 36 km de Langmusi y 3480 m de altitud, en Gannan, tiene una superficie variable que ha ido aumentando gracias a la conservación, de 90 ha en los años 90 a 2200 ha en 2012, con una profundidad de 2 a 2,5 m y una extensión en 2016 de 15 km2. Se nutre de las precipitaciones en las montañas que lo rodean. Es conocido como la perla de la meseta de Qinghai-Tíbet, y es el hogar de al menos unas 28.000 aves de 95 especies. Sus aguas vierten en el río Weihe. Está rodeado de pastos bien conservados que se ramonean por el ganado y en su entorno se creó en 2007 una nueva zona protegida, la Reserva de aves migratorias de Gannan Gahai, de unos de 120 km2.

## Parque geológico del bosque de piedra de Zecha
El paisaje de este parque geológico, de unos 250 km2, al sur del condado de Luqu, en Gansu, conserva las características del karst alpino. Millones de años de erosión han creado un entorno de picachos rocosos. Incluye el bosque de coníferas de Zecha que envuelve el entorno y lo rodea.